# Aaron Bailey
Aaron Bailey, född 24 oktober 1971 i Ann Arbor, Michigan, är en amerikansk före detta professionell amerikansk fotbollsspelare. Han spelade som wide receiver under fem säsonger för laget Indianapolis Colts i serien NFL.

## Karriär
- 1994-1998 Indianapolis Colts (NFL)
- 2001 Chicago Enforcers (XFL)
- 2001-2002 Carolina Cobras (AFL)
- 2003 San Jose SaberCats (AFL)
- 2004-2005 New Orleans VooDoo (AFL)
- 2006 Grand Rapids Rampage (AFL)